# Saint-Brais
Saint-Brais é uma comuna da Suíça, situada no distrito de Franches-Montagnes, no cantão de Jura. Tem 15,19 km² de área e sua população em 2018 foi estimada em 220 habitantes.